# Nizina Górnoreńska
Nizina Górnoreńska (fr. Le Fossé Rhénan, La Plaine du Rhin, niem. Oberrheinisches Tiefland lub Oberrheinische Tiefebene) – kraina geograficzna rzeki Ren pomiędzy jej górnym a środkowym biegiem. 
Nizina ma typowo równinny charakter, wyraźnie odznaczając się od pasma górskiego Schwarzwaldu od strony Badenii-Wirtembergii po niemieckiej stronie doliny oraz Wogezów w Alzacji po stronie francuskiej. 
Nizina rozciąga się na długości przeszło 300 km, pasem wzdłuż Renu o szerokości około 40 km, pomiędzy takimi miastami jak Frankfurt nad Menem i Bazylea. Najbardziej południowa część równiny znajduje się w północno-zachodniej części Szwajcarii wokół miasta Bazylea, gdzie dalej rozciąga się w kierunku północnego pogranicza francusko-niemieckiego. 
Miasta leżące w Nizinie Górnoreńskiej oprócz wcześniej wspomnianych Frankfurtu nad Menem i Bazylei, to: Strasburg, Karlsruhe oraz Mannheim.